# Bärnreuth (Hummeltal)

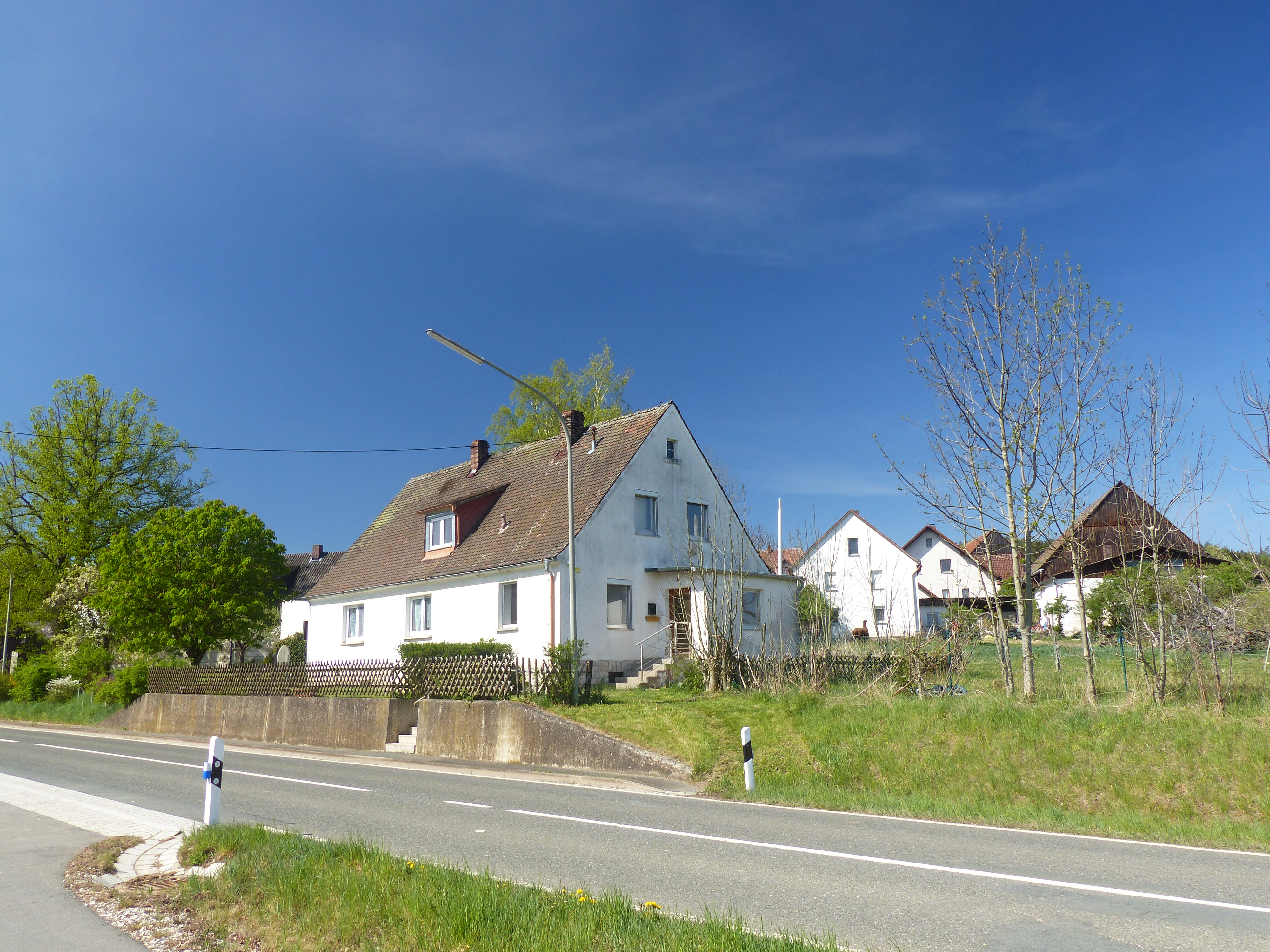
Ortsansicht von Nordosten mit der Staatsstraße 2163 im Vordergrund

Bärnreuth ist ein Gemeindeteil der Gemeinde Hummeltal im Landkreis Bayreuth (Oberfranken, Bayern). Bärnreuth liegt in der Gemarkung Creez.

## Geografie
Das Dorf liegt an der Mistel und an dem Näßgraben, der im Ort als linker Zufluss in die Mistel mündet. Unmittelbar ist es von Acker- und Grünland umgeben. Daran schließen sich außer im Norden allseits bewaldete Anhöhen an, die zu den Ausläufern der Fränkischen Schweiz zählen; im Westen Schleifberg (563 m ü. NHN), im Südwesten Hohe Manne (577 m ü. NHN), im Südosten Nesser Berg (562 m ü. NHN). Die Staatsstraße 2163 führt nach Creez (1,3 km nordöstlich) bzw. an Rosengarten vorbei nach Muthmannsreuth (1,3 km südlich). Ein Anliegerweg führt nach Neß (0,3 km östlich).

## Geschichte
Bärnreuth bildete mit Rosengarten eine Realgemeinde. Gegen Ende des 18. Jahrhunderts bestand Bärnreuth aus sechs Anwesen. Die Hochgerichtsbarkeit und die Dorf- und Gemeindeherrschaft standen dem bayreuthischen Stadtvogteiamt Bayreuth zu. Das Hofkastenamt Bayreuth war Grundherr der sechs Sölden.
Von 1797 bis 1810 unterstand der Ort dem Justiz- und Kammeramt Bayreuth. Mit dem Gemeindeedikt wurde Bärnreuth dem 1812 gebildeten Steuerdistrikt Pettendorf zugewiesen. Zugleich entstand die Ruralgemeinde Bärnreuth, zu der Neß und Rosengarten gehörten. Sie war in Verwaltung und Gerichtsbarkeit dem Landgericht Bayreuth zugeordnet und in der Finanzverwaltung dem Rentamt Bayreuth. Mit dem Gemeindeedikt von 1818 erfolgte die Eingemeindung nach Creez. Am 1. April 1971 wurde Bärnreuth im Zuge der Gebietsreform in Bayern in die Gemeinde Hummeltal eingegliedert.

### Einwohnerentwicklung
| Jahr      | 001819 | 001822 | 001861 | 001871 | 001885 | 001900 | 001925 | 001950 | 001961 | 001970 | 001987 | 002022 |
| Einwohner | 40     | 22     | 66     | 46     | 47     | 43     | 45     | 57     | 49     | 47     | 48     | 41     |
| Häuser    |        | 6      |        |        | 7      | 7      | 7      | 9      | 9      |        | 12     |        |
| Quelle    | [ 9 ]  | [ 6 ]  | [ 10 ] | [ 11 ] | [ 12 ] | [ 13 ] | [ 14 ] | [ 15 ] | [ 16 ] | [ 17 ] | [ 18 ] | [ 1 ]  |

## Religion
Bärnreuth ist evangelisch-lutherisch geprägt und war ursprünglich nach St. Michael (Lindenhardt) gepfarrt. Seit der zweiten Hälfte des 20. Jahrhunderts ist die Pfarrei Friedenskirche (Hummeltal) zuständig.

## Verkehr
Der ÖPNV bedient das Dorf an einer Haltestelle der Buslinie 397 des VGN. Der am schnellsten erreichbare Bahnhof befindet sich in Creußen an der Bahnstrecke Schnabelwaid–Bayreuth und der nächste Fernbahnhof ist der Hauptbahnhof in Bayreuth.